# Йованович, Александр
Александар Йованович (серб. Александар Јовановић; 6 декабря 1992, Ниш) — сербский футболист, вратарь клуба «Партизан» (Белград) и сборной Сербии.

## Карьера
Родился в Шише и начинал свою карьеру в футбольном клубе «Рад», где играл в период с 2009 по 2014 годы. Правда, с 2010 по 2012 Йованович находился в аренде сначала в «Палилулаце», а затем в «Паличе». Он дебютировал в чемпионате Сербии 3 марта 2013 в матче против «Црвены Звезды», когда вышел на поле после удаления основного вратаря «Рада» Филипа Кляйича. Но в этом сезоне ему не удалось стать основным голкипером команды, а уже сезон 2014/2015 годов Йоваович начал как «первый номер», но после не слишком убедительной игры и нескольких грубых ошибок он покинул клуб в зимнее трансферное окно.
Летом 2015 года Йованович подписал контракт сроком на два года с ФК «Раднички» из Ниша. После всего восьми пропущенных голов в 18 матчах игроком заинтересовался белградский «Партизан», но трансфер не состоялся.
В 2016 году он уехал в Данию и подписал контракт с «Орхусом». 17 июня 2016 года он дебютировал за новый клуб в матче против «Сённерйюска». После игрового столкновения с одним из одноклубников во время игры с «Эсбьергом» Йованович получил травму головы и был заменён.

## Международная карьера
Впервые был вызван в сборную в мае 2016 года на игру против сборной России. Первый же матч за национальную команду Йованович провёл 15 ноября того же года, выйдя на замену в перервые, в нём сербам противостояла Украина. Вызывался в сборную до 2018 года, но более не играл.